# 李锐 (小说家)
李锐（1950年—），男，祖籍四川自貢，生在北京，中国大陆当代小说家。作品《厚土》获得过第八届全国优秀短篇小说奖，第十二届台湾《中国时报》文学奖。李锐是海外知名中国作家，他的作品被翻译为瑞典文、英文、法文、日文、德文、荷兰文等多种文字出版。

## 生平
1966年，李锐畢業於北京楊閘中學。1969年到山西省呂梁山區下鄉插隊，先後做過六年農民，兩年半工人。1974年發表第一篇小說。1977年調入《山西文學》編輯部。1984年畢業於遼寧大學中文系函授部。1988年轉為山西省作家協會專業作家。
1998年12月，李锐被当选为山西作家协会副主席。2003年10月辞去山西作协副主席职务，同时退出中国作家协会，并且放弃中国作协会员资格，只保留山西省作協會員的資格。
2004年，法国图书沙龙，李锐、莫言、余华三个作家获得“法兰西艺术与文学骑士勋章”。
2007年12月12日，李锐被香港公开大学授予文学荣誉博士学位，他也是继莫言后第二位获此荣誉的中國作家。

## 作品
1974年发表第一篇小说，小说集《合坟》获得第8届全国优秀短篇小说奖。主要著作有《厚土》，长篇小说《旧址》、《无风之树》、《万里无云》、《银城故事》，随笔集《拒绝合唱》、《不是因为自信》等。

### 小说集
- 《丢失的长命锁》
- 《红房子》
- 《厚土》
- 《传说之死》

### 长篇小说
- 《旧址》
- 《无风之树》
- 《万里无云》
- 《银城故事》
- 《张马丁的第八天》

### 散文随笔集
- 《拒绝合唱》
- 《不是因为自信》

## 影响和荣誉
他在中国大陆普通读者中影响不大，在中國大陸以外影响較大。作品曾获台湾第12届《中国时报》文学奖，《亚洲周刊》20世纪中文小说100强中《旧址》排名第45位。作品被译为瑞典、英、法、日、德、荷兰等多种文字。
瑞典诺贝尔文学奖终审评委马悦然十分推崇山西作家李锐和曹乃谦的作品，因此许多媒体和记者认为他们将是诺贝尔文学奖中国候选人的热门人选。马悦然评价李锐说：“李锐有他特殊的经验，特殊的经历，‘文革’10年他从北京到山西吕梁山的邸加河村插队，有6年的时间跟农民生活在一起，这是他永远不会忘记的。‘文革’给他的经验是他一辈子写作的主题，他不能离开这个主题，这个是他的使命，他要把这个经验传达给下一代人、下下一代人，让他们知道‘文革’是怎么回事情。有一个例外就是他写的《旧址》，这是应该读的书。《旧址》写他的家族1925年到1950年的历史，他的家族是做盐商的，他有点像俄国作家的大气魄，写得非常好。”